# 赛里木镇
赛里木镇（維吾爾語： سايرام ‎，羅馬化：Sayram），是中华人民共和国新疆维吾尔自治区阿克苏地区拜城县下辖的一个乡镇级行政单位。

## 歷史
清代，賽里木又作賽喇木，為回部重鎮，由阿克蘇管轄。因賽里木處於交通要道，置三品阿奇木伯克一員，隸屬於阿克蘇辦事大臣。

## 行政区划
赛里木镇下辖以下地区：
肖尔买里村、乌希买里斯村、夏合买里斯村、拉帕村、赛里木村、喀拉墩布拉克村、托克买里村、托喀其买里村、明吉格代村、喀拉亚尕奇布拉克村、布干村、库台曼村、英买里村、英巴格村、英赛买里村、牧场村和煤矿村。